# Europese PGA Tour 1998
De Europese PGA Tour 1998 was het 27ste seizoen van de Europese PGA Tour en bestond uit 39 toernooien.
Dit seizoen stond er twee nieuwe toernooien op de kalender: de Qatar Masters en het Open Novotel Perrier. Het Belgisch Open verscheen terug op de kalender, maar de Dimension Data Pro-Am, het Chemapol Trophy Czech Open en het Oki Pro-Am verdwenen van de kalender.
De Masters Tournament, het US Open en het Amerikaanse PGA Championship, zullen niet meegeteld worden voor de "Order of Merit" (OofM), maar in het volgende seizoen tellen die wel mee voor de "OofM".

## Kalender
| Data  | Data  | Toernooi                            | Baan                                         | Land             | Winnaar                      | Score | Score | Info                                    |
| ----- | ----- | ----------------------------------- | -------------------------------------------- | ---------------- | ---------------------------- | ----- | ----- | --------------------------------------- |
| 22-01 | 25-01 | Johnnie Walker Classic              | Blue Canyon Country Club                     | Thailand         | Tiger Woods                  | 279   | -9    |                                         |
| 29-01 | 01-02 | Heineken Classic                    | The Vines Golf & Country Club                | Australië        | Thomas Bjørn                 | 280   | -8    |                                         |
| 06-02 | 09-02 | South African Open                  | Durban Country Club                          | Zuid-Afrika      | Ernie Els                    | 273   | -15   |                                         |
| 12-02 | 15-02 | South African PGA Championship      | Houghton Golf Club                           | Zuid-Afrika      | Tony Johnstone               | 271   | -17   |                                         |
| 26-02 | 01-03 | Dubai Desert Classic                | Emirates Golf Club                           | V.A.E.           | José María Olazábal          | 269   | -19   |                                         |
| 05-03 | 08-03 | Qatar Masters                       | Doha Golf Club                               | Qatar            | Andrew Coltart               | 270   | -18   | Nieuw toernooi                          |
| 12-03 | 15-03 | Moroccan Open                       | Royal Golf Club Agadir                       | Marokko          | Stephen Leaney               | 271   | -17   |                                         |
| 19-03 | 22-03 | Portuguese Open                     | Le Meridien Penina Golf & Resort             | Portugal         | Peter Mitchell               | 274   | -18   |                                         |
| 09-04 | 12-04 | Masters Tournament                  | Augusta National Golf Club                   | Verenigde Staten | Mark O'Meara                 | 279   | -9    | Telt niet mee voor de OoM               |
| 16-04 | 19-04 | Cannes Open                         | Golf de Cannes-Mougins                       | Frankrijk        | Thomas Levet                 | 278   | -6    |                                         |
| 23-04 | 26-04 | Peugeot Spanish Open                | Real Club de Golf El Prat                    | Spanje           | Thomas Bjørn                 | 267   | -21   |                                         |
| 30-04 | 03-05 | Conte of Florence Italian Open      | Golf Club Castelconturbia                    | Italië           | Patrik Sjöland               | 195   | -21   | Afgewerkt in 3 speelronden              |
| 07-05 | 10-05 | Turespaña Masters                   | Golf Santa Ponsa                             | Spanje           | Miguel Ángel Jiménez         | 279   | -9    |                                         |
| 14-05 | 17-05 | Benson & Hedges International Open  | The Oxfordshire Golf Club                    | Engeland         | Darren Clarke                | 273   | -15   |                                         |
| 22-05 | 25-05 | Volvo PGA Championship              | The Wentworth Club                           | Engeland         | Colin Montgomerie            | 274   | -14   |                                         |
| 29-05 | 01-06 | Deutsche Bank Open TPC of Europe    | Gut Kaden Golf und Land Club                 | Duitsland        | Lee Westwood                 | 265   | -23   |                                         |
| 04-06 | 07-06 | National Car Rental English Open    | Marriott Forest of Arden G & CC              | Engeland         | Lee Westwood                 | 271   | -17   |                                         |
| 11-06 | 14-06 | Compaq European Grand Prix          | Slaley Hall Golf Course                      | Engeland         | /                            | /     |       | Toernooi geannuleerd                    |
| 18-06 | 21-06 | Madeira Island Open                 | Clube de Golf Santo da Serra                 | Portugal         | Mats Lanner                  | 277   | -11   |                                         |
| 18-06 | 21-06 | US Open                             | Olympic Club                                 | Verenigde Staten | Lee Janzen                   | 280   | par   | Telt niet mee voor de OoM               |
| 25-06 | 28-06 | Peugeot Open de France              | Le Golf National                             | Frankrijk        | Sam Torrance                 | 276   | -12   |                                         |
| 02-07 | 05-07 | Carroll's Irish Open                | Druids Glen Golf Club                        | Ierland          | David Carter                 | 278   | -6    |                                         |
| 08-07 | 11-07 | Loch Lomond World Invitational      | Loch Lomond Golf Club                        | Schotland        | Lee Westwood                 | -8    |       |                                         |
| 16-07 | 19-07 | The Open Championship               | Royal Birkdale Golf Club                     | Engeland         | Mark O'Meara                 | 280   | par   |                                         |
| 23-07 | 26-07 | TNT Dutch Open                      | Hilversumsche Golf Club                      | Nederland        | Stephen Leaney               | 266   | -18   |                                         |
| 30-07 | 02-08 | Scandinavian Masters                | Kungsängen Golf Club                         | Zweden           | Jesper Parnevik              | 273   | -11   |                                         |
| 06-08 | 09-08 | Volvo German Open                   | Sporting Club Berlin Scharmützelsee          | Duitsland        | Stephen Allan                | 280   | -8    |                                         |
| 13-08 | 16-08 | US PGA Championship                 | Sahalee Country Club                         | Verenigde Staten | Vijay Singh                  | 271   | -9    | Telt niet mee voor de OoM               |
| 20-08 | 23-08 | Smurfit European Open               | The K Club Golf Resort                       | Ierland          | Mathias Grönberg             | 275   | -13   |                                         |
| 27-08 | 30-08 | BMW International Open              | St. Eurach Land- und Golf Club               | Duitsland        | Russell Claydon              | 270   | -18   |                                         |
| 03-09 | 06-09 | Canon European Masters              | Golf Club Crans-sur-Sierre                   | Zwitserland      | Sven Strüver                 | 263   | -21   |                                         |
| 10-09 | 13-09 | One 2 One British Masters           | Marriott Forest of Arden Golf & Country Club | Engeland         | Colin Montgomerie            | 281   | -7    |                                         |
| 17-09 | 20-09 | Trophée Lancôme                     | Golf de Saint-Nom-la-Bretèche                | Frankrijk        | Miguel Ángel Jiménez         | 273   | -11   |                                         |
| 24-09 | 27-09 | Linde German Masters                | Golf Club Gut Lärchenhof                     | Duitsland        | Colin Montgomerie            | 266   | -22   |                                         |
| 01-10 | 04-10 | Belgian Open                        | Royal Zoute Golf Club                        | België           | Lee Westwood                 | 268   | -16   |                                         |
| 08-10 | 11-10 | Alfred Dunhill Cup                  | St Andrews Links                             | Schotland        | Zuid-Afrika                  | -     |       | Teamevenement Telt niet mee voor de OoM |
| 15-10 | 18-10 | Cisco World Match Play Championship | The Wentworth Club                           | Engeland         | Mark O'Meara                 | -     |       | Telt niet mee voor de OoM               |
| 15-10 | 18-10 | Open Novotel Perrier                | Golf du Médoc                                | Frankrijk        | Jarmo Sandelin Olle Karlsson | -     |       | Teamevenement Telt niet mee voor de OoM |
| 29-10 | 01-11 | Volvo Masters                       | Montecastillo Golf Resort                    | Spanje           | Darren Clarke                | 271   | -17   |                                         |

## Order of Merit
De Order of Merit wordt gebaseerd op basis van het verdiende geld.
| Rang | Speler               | Land          | Prijzengeld (£) |
| ---- | -------------------- | ------------- | --------------- |
| 1    | Colin Montgomerie    | Schotland     | 993.077         |
| 2    | Darren Clarke        | Noord-Ierland | 902.867         |
| 3    | Lee Westwood         | Engeland      | 814.387         |
| 4    | Miguel Ángel Jiménez | Spanje        | 518.820         |
| 5    | Patrik Sjöland       | Zweden        | 500.137         |
| 6    | Thomas Bjørn         | Denemarken    | 470.798         |
| 7    | José María Olazábal  | Spanje        | 449.133         |
| 8    | Ernie Els            | Zuid-Afrika   | 433.884         |
| 9    | Andrew Coltart       | Schotland     | 388.816         |
| 10   | Mathias Grönberg     | Zweden        | 358.779         |